# جیمز والاس (بازیکن فوتبال)
جیمز والاس (انگلیسی: James Wallace؛ زادهٔ ۱۹ دسامبر ۱۹۹۱) یک بازیکن فوتبال است.